# Túnel do Pasmado
O Túnel do Pasmado, oficialmente Túnel Engenheiro André dos Santos Dias Filho, localiza-se na cidade e estado do Rio de Janeiro, no Brasil.
Liga o bairro de Botafogo (Av. das Nações Unidas) aos de Copacabana e Urca, pela Av. Lauro Sodré, sob o Morro do Pasmado.
As suas obras foram iniciadas em 1947, na administração do então prefeito Hildebrando de Araújo Góis, e concluídas em 1952 na administração de Ângelo Mendes de Morais.
A sua galeria, de mão única, possui duzentos e vinte metros de comprimento, vinte de largura e seis metros e trinta centímetros de altura máxima.
Como curiosidade, foi cenário para uma seqüência de ação no filme Roberto Carlos em ritmo de aventura, em 1968, quando o cantor passa, voando de helicóptero, por dentro do túnel.